# O Gud, som vet och ger oss allt
O Gud, som vet och ger oss allt är en psalm med text av Sigurbjörn Einarsson som är översatt till svenska av Jonas Jonson och musik av Þorkell Sigurbjörnsson. 

## Publicerad som
- Nr 913 i Psalmer i 2000-talet under rubriken "Kyrkliga handlingar".